# セーラ・キャリガン
セーラ・キャリガン（Sara Carrigan OAM、1980年9月7日 - ）は、オーストラリア、ニューサウスウェールズ州・ガネダー出身の女子自転車競技（ロードレース）選手。

## 来歴
2003年
- ジーロングレース（UCI女子ロードワールドカップ対象レース） 優勝

2004年
- アテネオリンピック
  -  個人ロードレース 優勝

2005年、オーストラリア勲章(OAM)を受章。
2006年
- コモンウェルスゲームズ
  - 個人タイムトライアル(ITT) 3位